# جام جهانی فوتبال زنان ۲۰۰۳

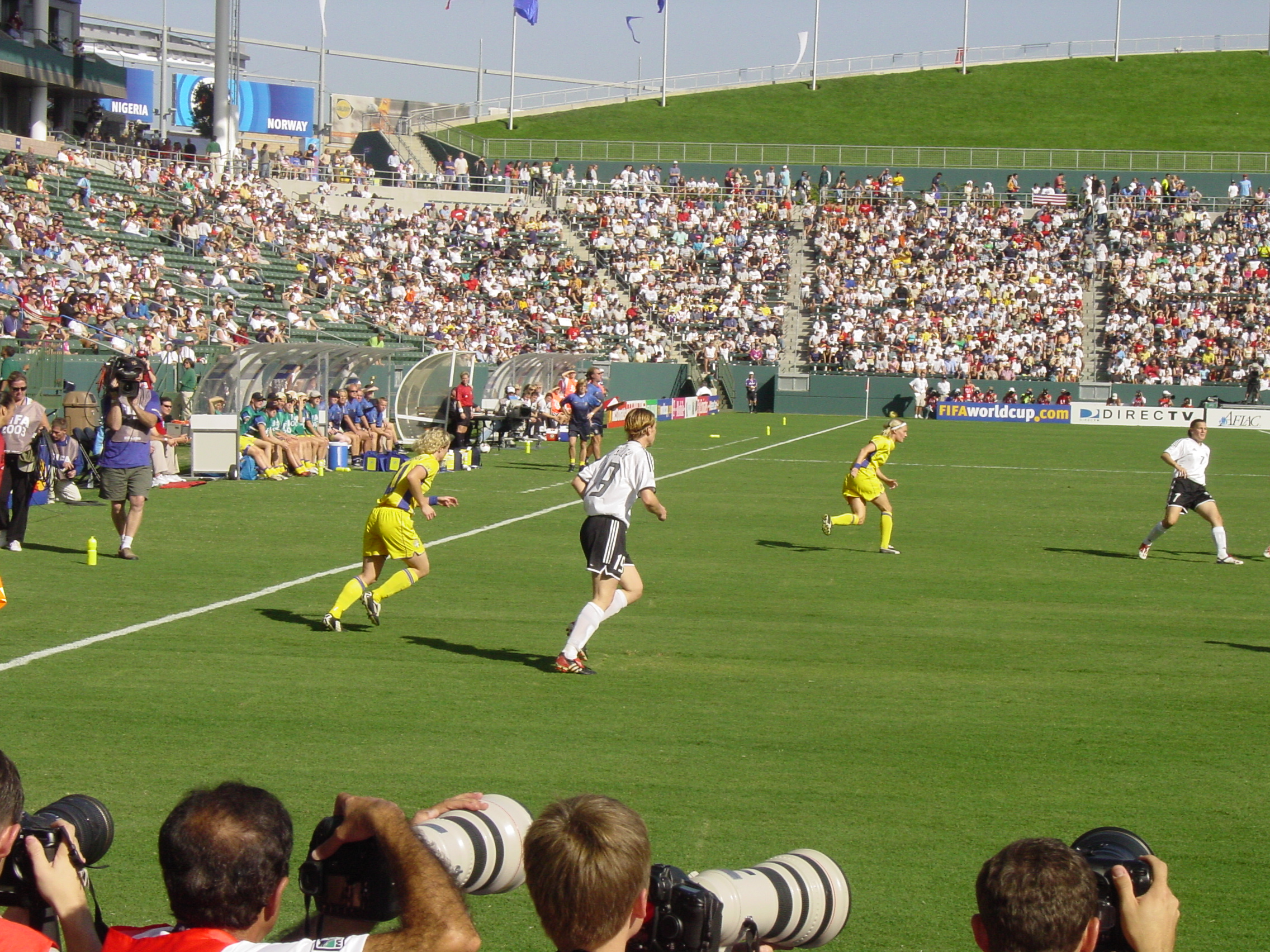
تیم ملی فوتبال زنان سوئد در برابر تیم ملی آلمان

جام جهانی فوتبال زنان ۲۰۰۳ چهارمین دورهٔ جام جهانی فوتبال زنان است که در کشور آمریکا برگزار شد.
این دوره دومین بار بود که جام جهانی زنان در آمریکا میزبانی شد.
در این بازیها آلمان، سوئد، و آمریکا بترتیب اول، دوم، و سوم شدند.